# Hexachrome

Pantone Hexachrome

Hexachrome ist ein subtraktives Farbmischverfahren in der Druckindustrie, bei dem neben den CMYK-Farben noch Orange und Grün verwendet werden. Dieses Verfahren wurde entwickelt, um den verwendbaren Farbraum zu vergrößern. Auch die Grundfarben Cyan, Magenta, Gelb und Schwarz wurden verändert.
Grund der Entwicklung war das Bestreben, die Grenzen des klassischen Vierfarbdrucks zu überschreiten. Der erhöhte Farbumfang ist nur im Druck erkennbar, an normalen Computerbildschirmen ist der Unterschied nicht erkennbar. Der vom Bildschirm darstellbare Farbumfang ist immer höher als der im 6-Farbdruck erreichte Farbumfang. 
Der Patentinhaber, die Firma Pantone, hat ein Verfahren entwickelt, bei dem neben einer wesentlich besseren Farbdarstellung bei Fotos der Druck von Sonderfarben ohne den Einsatz echter Sonderfarben möglich ist.